# Budapest Honvéd FC

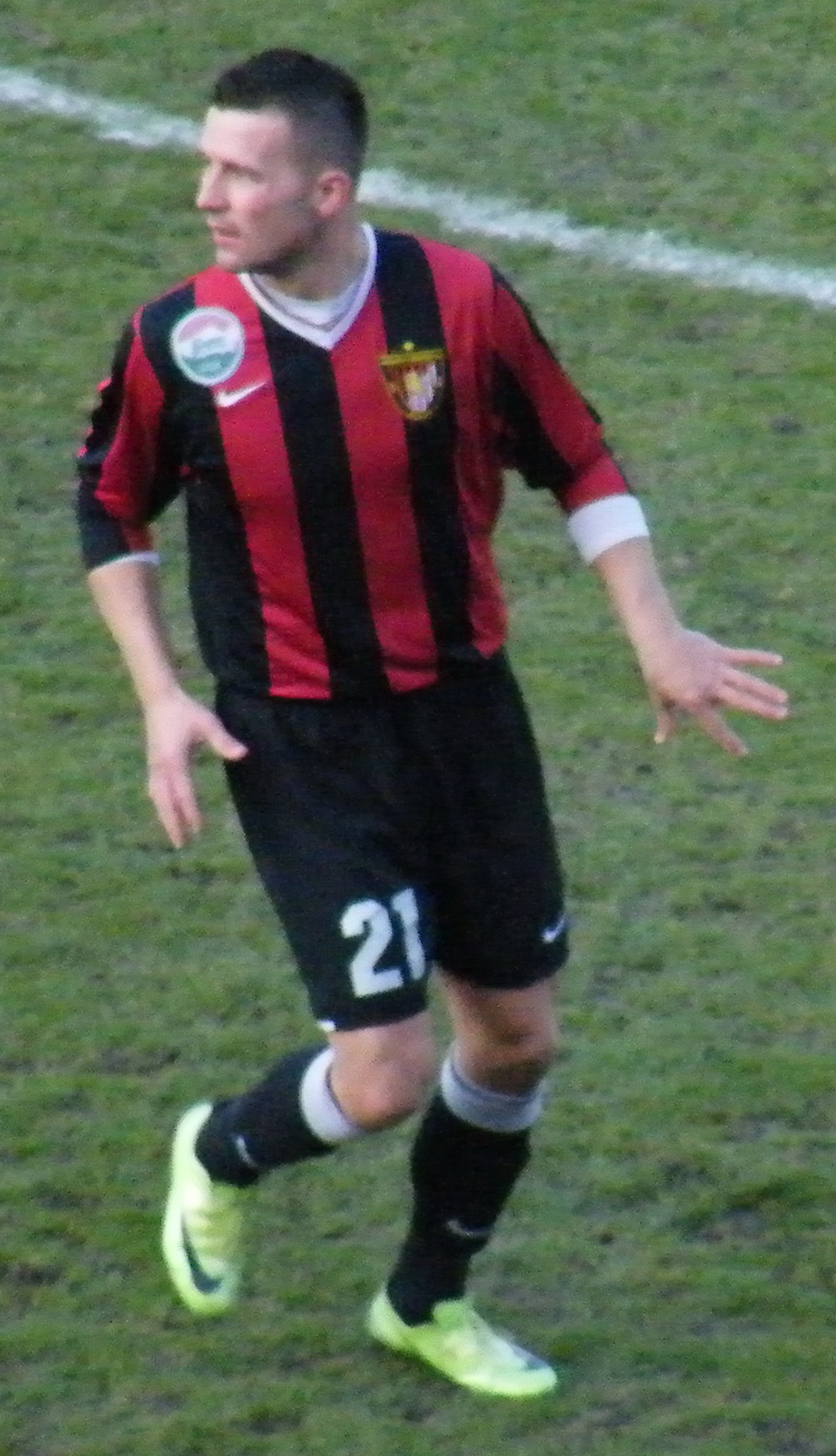
Zoltán Hercegfalvi.

Budapest Honvéd FC är en ungersk sportklubb i huvudstaden Budapest. Klubben är mest känd för sitt fotbollsteam. Honved betyder hemlandets försvar. Från början hette klubben  Kispest AC 1926 innan de fick dagens namn år 1944. Lagets fotbollsdräkt består av en röd och svartrandig tröja med svarta shorts och svarta strumpor.
Ferenc Puskás, rankad som Ungerns främste fotbollsspelare genom tiderna, spelade i klubben 1949-1956.

## Meriter
- Nemzeti Bajnokság I (14): 1949–50, 1950, 1952, 1954, 1955, 1979–80, 1983–84, 1984–85, 1985–86, 1987–88, 1988–89, 1990–91, 1992–93, 2016–17
- Ungerska cupen (8): 1925–26, 1964, 1984–85, 1988–89, 1995–96, 2006–07, 2008–09, 2019–20
- Ungerska supercupen (0):

## Färger
| Honvéd FC | Honvéd FC |

### Dräktsponsor
- Macron: 2005–2006
- hummel: 2006–2008
- Nike: 2008–2012
- Givova: 2012–2015
- Macron: 2015–nutid

### Trikåer
| ? · Hemmaställ | ? · Hemmaställ | 2016/17 · Hemmaställ | 2018/19 · Hemmaställ | 2018/19 · Bortaställ | 2019/20 · Hemmaställ | 2021/22 · Hemmaställ |

## Placering senaste säsonger
| Säsong  | Nivå | Liga                | Placering | Referens | Notering |
| ------- | ---- | ------------------- | --------- | -------- | -------- |
| 2008/09 | 1    | Nemzeti Bajnokság I | 13        | [ 1 ]    |          |
| 2009/10 | 1    | Nemzeti Bajnokság I | 9         | [ 2 ]    |          |
| 2010/11 | 1    | Nemzeti Bajnokság I | 10        | [ 3 ]    |          |
| 2011/12 | 1    | Nemzeti Bajnokság I | 4         | [ 4 ]    |          |
| 2012/13 | 1    | Nemzeti Bajnokság I | 3         | [ 5 ]    |          |
| 2013/14 | 1    | Nemzeti Bajnokság I | 9         | [ 6 ]    |          |
| 2014/15 | 1    | Nemzeti Bajnokság I | 13        | [ 7 ]    |          |
| 2015/16 | 1    | Nemzeti Bajnokság I | 8         | [ 8 ]    |          |
| 2016/17 | 1    | Nemzeti Bajnokság I | 1         | [ 9 ]    | Mästare  |
| 2017/18 | 1    | Nemzeti Bajnokság I | 4         | [ 10 ]   |          |
| 2018/19 | 1    | Nemzeti Bajnokság I | 4         | [ 11 ]   |          |
| 2019/20 | 1    | Nemzeti Bajnokság I | 5         | [ 12 ]   |          |
| 2020/21 | 1    | Nemzeti Bajnokság I | 10        | [ 13 ]   |          |
| 2021/22 | 1    | Nemzeti Bajnokság I | 10        | [ 14 ]   |          |

## Trupp
Aktuell 25 april 2022.
| Nr | Land      | Pos | Namn                                      |
| -- | --------- | --- | ----------------------------------------- |
| 2  | Serbien   | F   | Marko Petković                            |
| 4  | Polen     | F   | Lukas Klemenz                             |
| 5  | Israel    | F   | Nir Bardea                                |
| 6  | Frankrike | MF  | Zinédine Machach (lån från Napoli)        |
| 7  | Ungern    | F   | Bence Batik                               |
| 8  | Ungern    | MF  | Patrik Hidi (kapten)                      |
| 9  | Serbien   | A   | Dejan Dražić (lån från Slovan Bratislava) |
| 11 | Ungern    | MF  | Donát Zsótér                              |
| 14 | Ungern    | A   | Dominik Nagy                              |
| 19 | Albanien  | F   | Albi Doka (lån från Gorica)               |
| 20 | Ungern    | MV  | Péter Szappanos                           |
| 21 | Ungern    | A   | Lukács Bőle                               |
| 22 | Ungern    | F   | Krisztián Tamás                           |
| 23 | Ungern    | MF  | Bence Banó-Szabó                          |

| Nr | Land      | Pos | Namn                                   |
| -- | --------- | --- | -------------------------------------- |
| 25 | Kroatien  | F   | Ivan Lovrić                            |
| 27 | Serbien   | A   | Nenad Lukić                            |
| 29 | Mali      | A   | Boubacar Traoré                        |
| 35 | Serbien   | MF  | Dušan Pantelić                         |
| 36 | Ungern    | F   | Botond Baráth                          |
| 42 | Ghana     | MF  | Mohammed Kadiri (lån från Dynamo Kyiv) |
| 47 | Ukraina   | MF  | Oleksandr Petrusenko                   |
| 70 | Ungern    | MF  | Milán Májer                            |
| 77 | Ungern    | MF  | Gergő Nagy                             |
| 82 | Ungern    | A   | Dávid László                           |
| 83 | Slovakien | MV  | Tomáš Tujvel                           |
| 98 | Ungern    | A   | Gellért Dúzs                           |
| 99 | Ungern    | A   | Kristóf Tóth-Gábor                     |
|    | Island    | MF  | Viðar Ari Jónsson                      |

## Lajos Détári
- Dániel Gazdag
- David N'Gog
- Benjamin Angoua
- József Bozsik
- László Budai
- Zoltán Czibor
- Gyula Grosics
- Lajos Kocsis
- Sándor Kocsis
- Imre Komora
- Mihály Kozma
- Gyula Lóránt
- Ferenc Puskás
- Ferenc Sipos